# Excello Records
Excello Records est un label discographique indépendant américain, filiale de Nashboro Records, anciennement basé à Nashville, dans le Tennessee, actif entre 1952 aux années 1970. 

## Histoire
Excello est fondé à Nashville en 1952 par Ernie Young. Le label s'éloigne rapidement de la production de gospel, spécialité de la maison-mère, pour produire des disques de blues et de rhythm and blues. 
Le label a enregistré des artistes tels que Louis Brooks, Lightnin' Slim, Slim Harpo, Roscoe Shelton, Lazy Lester, les Kelly Brothers, Lonesome Sundown, Silas Hogan, Arthur Gunter, Marion James, Carol Fran, Warren Storm, Tabby Thomas, Guitar Gable, ainsi qu'un sermon parlé de Martin Luther King Jr.
Arthur Gunter a enregistré une réponse à la chanson country et western d'Eddy Arnold, I Wanna Play House With You. Sa chanson, Baby Let's Play House, a été reprise par Elvis Presley.
En 2018, un livre de 170 pages écrit par Randy Fox, Shake Your Hips : The Excello Records Story  (ISBN 9781947026223), est publié, retraçant toute l'histoire du label.